# SEAT 1200 Sport
De SEAT 1200 Sport is een tweedeurs coupé, geproduceerd door de Spaanse autofabrikant SEAT van 1975 tot 1980. Het was het eerste model dat ontwikkeld was door SEAT zelf; tot dat moment had SEAT alleen Fiat-ontwerpen in licentie gebouwd.

## Geschiedenis
Bij de lancering in het voorjaar van 1975 was de viercilinder lijnmotor van de SEAT 124 met een inhoud van 1197 cc dwars voorin gemonteerd. Het vermogen was met een dubbele carburateur verhoogd tot 49 kW (67 pk). Daarmee haalde de 2+2-zitter een topsnelheid van 160 km/u.
De 1200 Sport was aanzienlijk kleiner dan de vijf jaar eerder gepresenteerde SEAT 124 Sport Coupé. De carrosserie was ontworpen door het bureau Open Design van Aldo Sessano uit Turijn en was afgeleid van het NSU Nergal-studiemodel dat ontwikkeld was voor NSU en gebouwd door Eurostyle. De auto had altijd een zwart kunststoffront waarin de koplampen en grille waren opgenomen en kreeg in Spanje daardoor de bijnaam "Bocanegra" ("zwarte mond"). Voor de eerste serie van de 1200 Sport werd het platform (onderstel, versnellingsbak, ophanging) van de Fiat 127 gebruikt. De nokkenasaandrijving van de Fiat 124-motoren via een distributieketting werd door SEAT omgezet naar een distributieriem.
In 1977 verscheen de SEAT 1430 Sport met dezelfde carrosserie maar het onderstel, de ophanging en versnellingsbak van de Fiat 128. De motor van de SEAT 1430 met 1438 cc had nu een registercarburateur en 56,5 kW (77 pk). Dezelfde combinatie van motor en versnellingsbak werd gebruikt in de SEAT 128 en SEAT Ronda. De bagageruimte kon via een kabel worden geopend vanaf de bestuurdersstoel.
Begin 1980 werd de productie van beide uitvoeringen, die een beperkt succes hadden in Europa, zonder opvolgers stopgezet. Tijdens de Autosalon van Genève in maart 2008 onthulde SEAT de sportcoupé Bocanegra, een conceptstudie. Enkele maanden later bleek dat de nieuwe driedeurs-versie van de SEAT Ibiza (vierde generatie) erg veel leek op dit prototype.

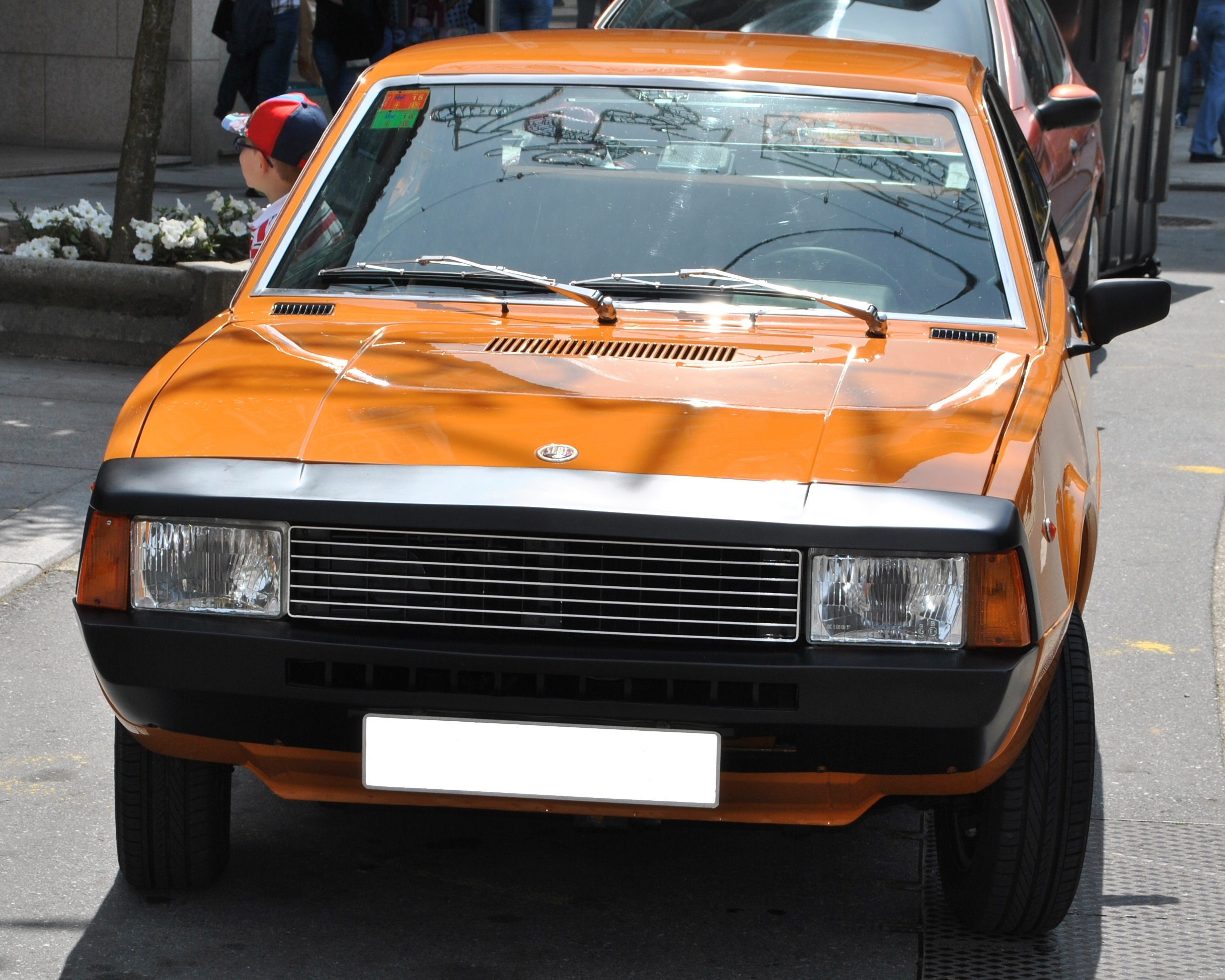
Front
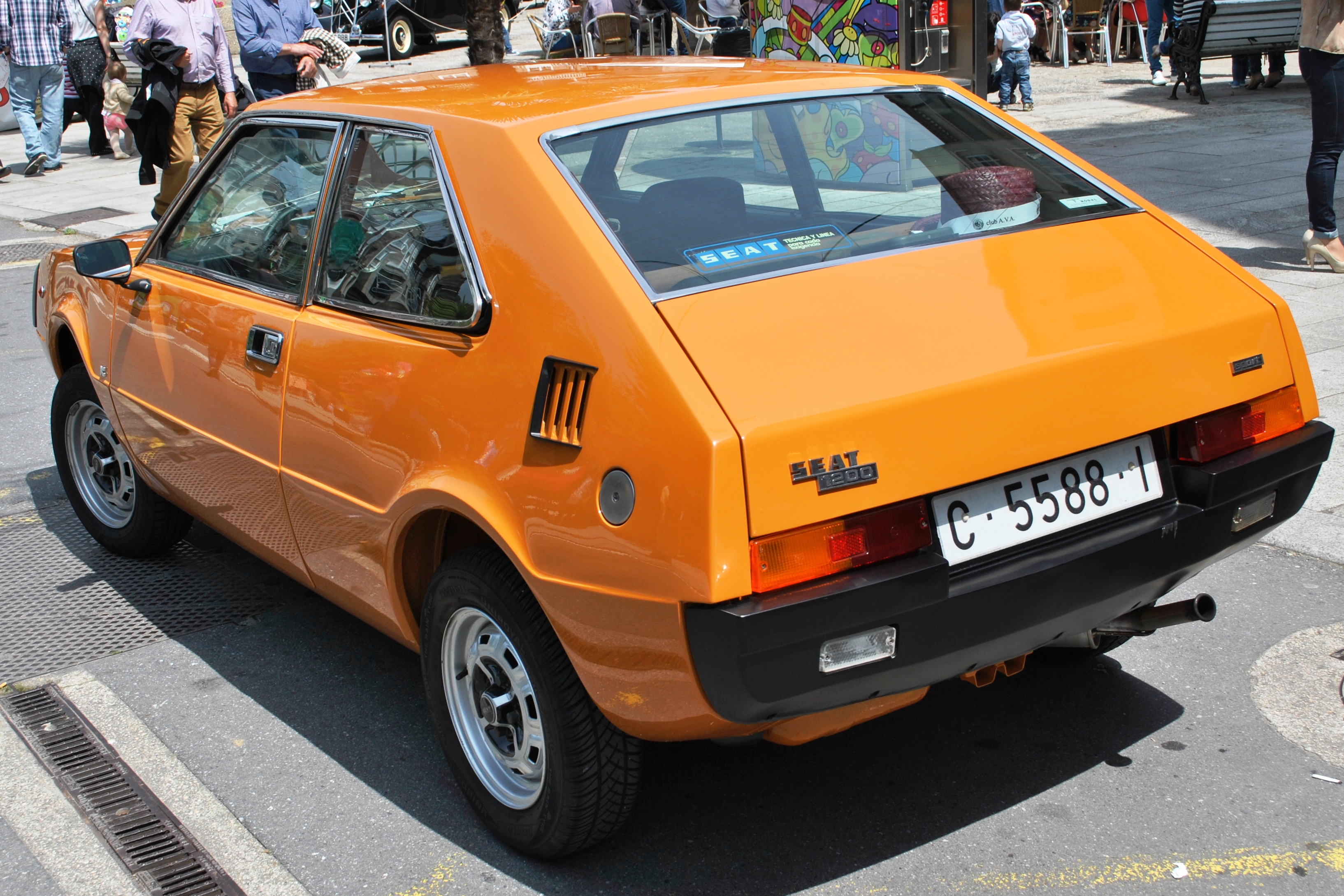
Achteraanzicht
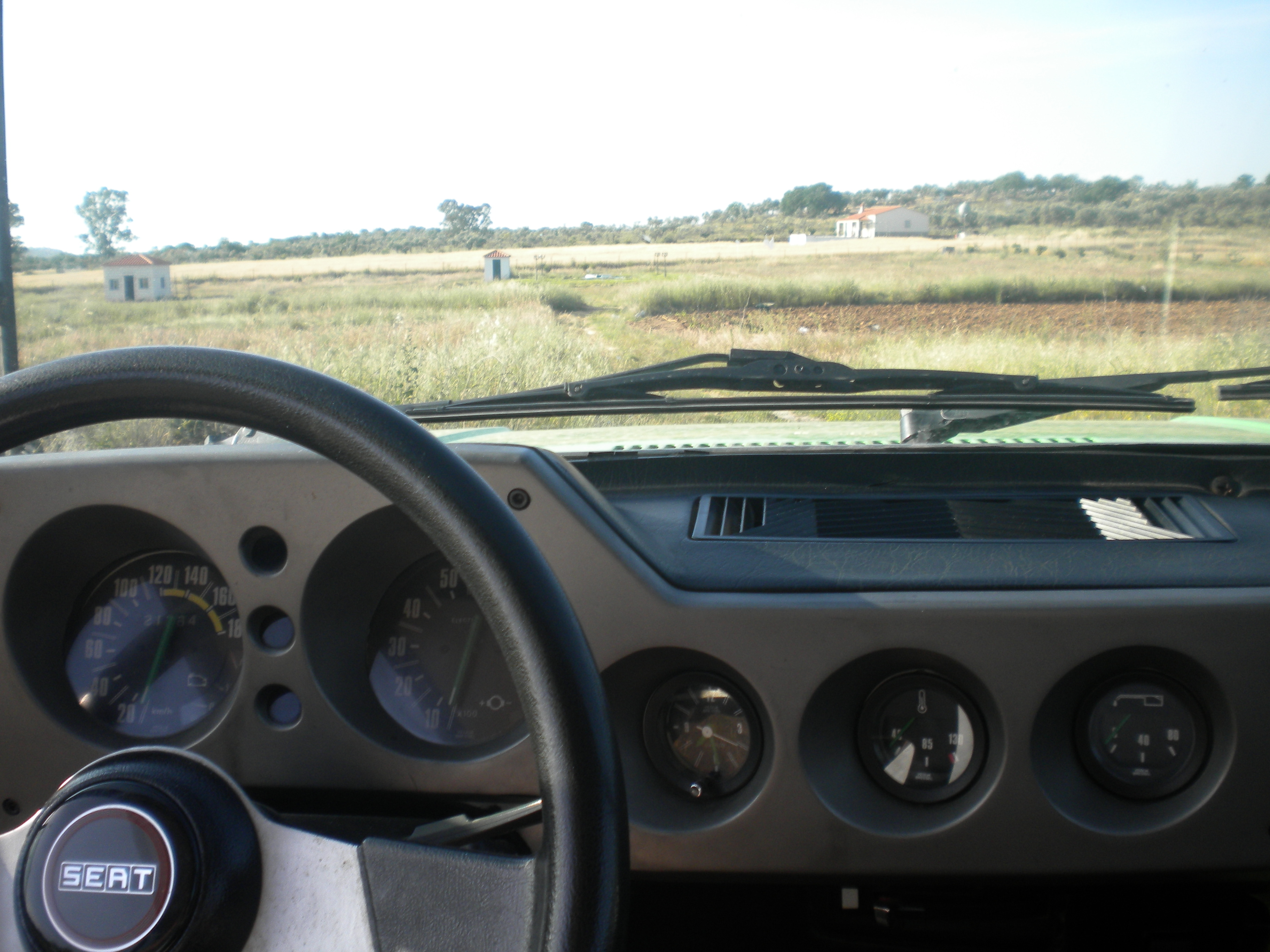
Dashboard
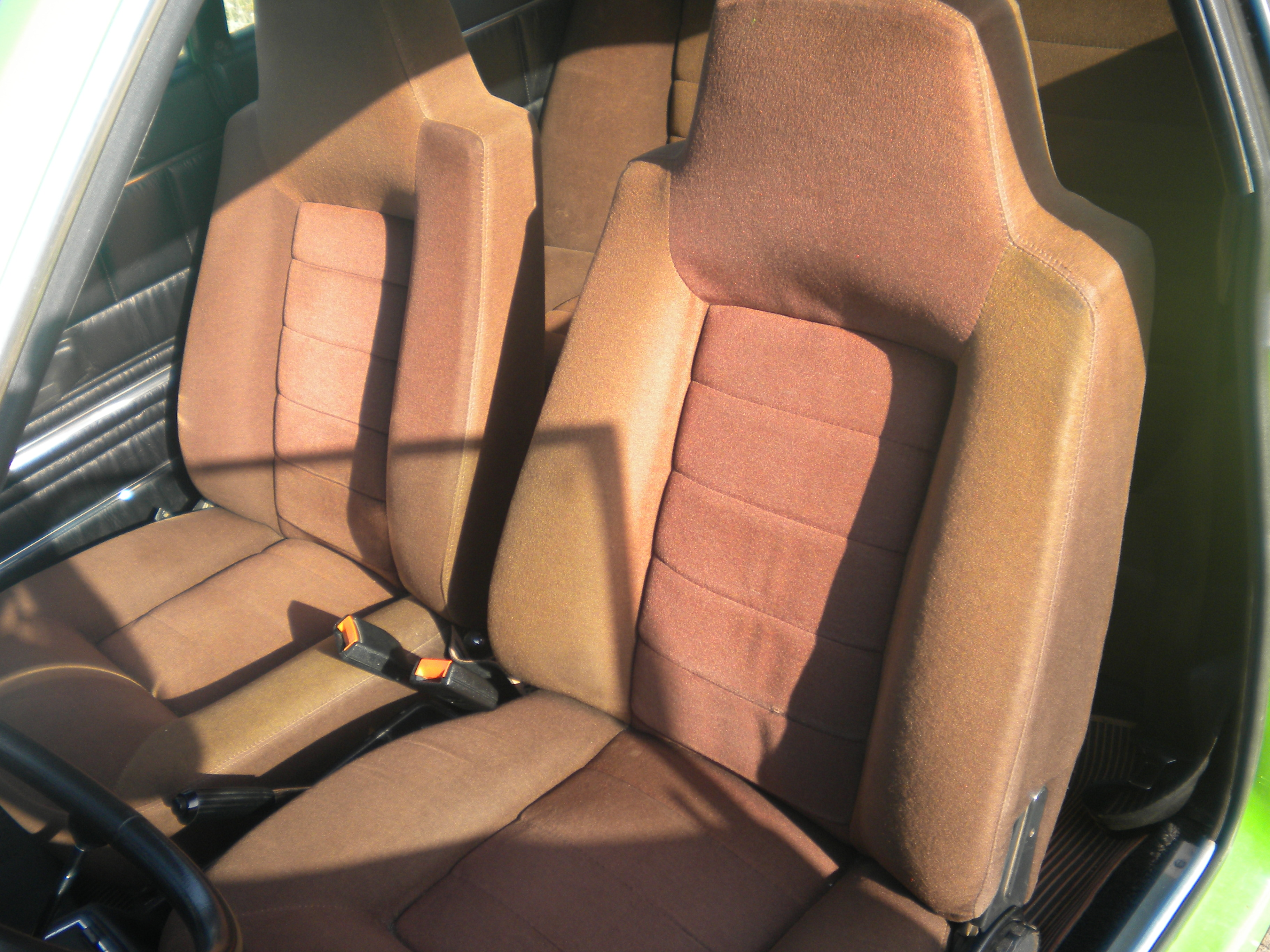
Interieur

Huidige modellen:
Ibiza · 
Arona ·
Leon ·  
Ateca ·
Tarraco
Oudere modellen:
600 · 
850 · 
1200 · 
1400 · 
1430 · 
1500 · 
124 · 
127 · 
128 · 
131 · 
132 · 
133 · 
Ritmo · 
Ronda · 
Fura · 
Málaga · 
Panda · 
Marbella · 
Terra · 
Inca · 
Arosa · 
Córdoba · 
Toledo · 
Altea (XL) · 
Exeo · 
Alhambra ·
Mii